# Neosclerocalyptus
Il neosclerocalipto (gen. Neosclerocalyptus), noto anche con il nome desueto di sclerocalipto (Sclerocalyptus), è un mammifero cingolato estinto, appartenente ai gliptodonti. Visse tra il Pliocene superiore e l'Olocene inferiore (circa 3 - 0,09 milioni di anni fa) e i suoi resti fossili sono stati ritrovati in Sudamerica.

## Descrizione
Come tutti i gliptodonti, anche questo animale possedeva una grande corazza costituita da osteodermi fusi fra loro, rigida, che ricopriva gran parte del corpo. Neosclerocalyptus era un gliptodonte di medie dimensioni, e di rado superava i 2 metri di lunghezza. Era caratterizzato da un carapace di forma allungata e bassa, molto caratteristico, con due "ali" laterali proiettate in avanti nella zona dell'insenatura cervicale. 
Le placche erano sottili, fortemente suturate, e non depresse nella loro superficie interna. L'ornamentazione delle placche ricorda quella delle forme più antiche di gliptodonti come Propalaehoplophorus. Nella regione dorsale, una figura centrale liscia leggermente depressa era contornata da una serie di grandi figure poligonali spesso comuni a due placche contigue; i solchi erano taglienti, ma stretti e poco profondi. Attorno all'insenatura cervicale erano presenti grandi fori piliferi. Allontanandosi dall'asse, le figure centrali divenivano via via più prominenti, e arrivavano a occupare praticamente tutta la superficie delle piccole placche presenti sulle ali laterali. Lungo i bordi del carapace, la figura centrale era ingrandita e occupava una posizione marginale, a causa della scomparsa della zona periferica lungo il margine libero. 

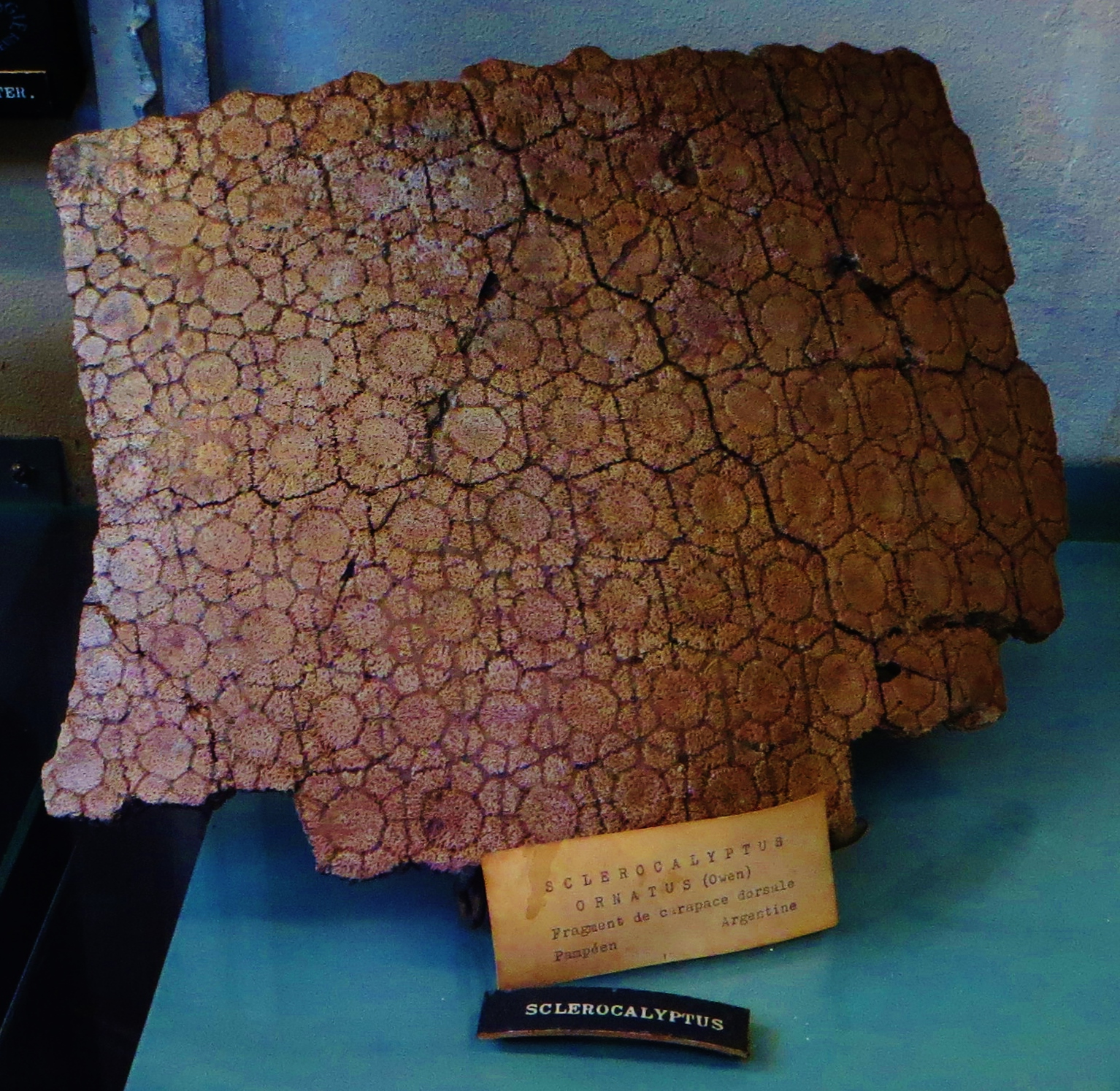
Frammento di corazza di Neosclerocalyptus ornatus

La coda era protetta da quattro o cinque anelli mobili, costituiti ciascuno da due serie di placche, di cui le prossimali erano allungate longitudinalmente ed erano dotate di grandi perforazioni pilifere. La parte terminale della coda era protetta da un tubo osseo, quasi cilindrico, un po' depresso e leggermente incurvato verso l'alto, che corrispondeva a dieci vertebre. Questo tubo era dotato di due grandi placche terminali convesse, precedute da placche laterali che si riducevano di taglia verso la parte anteriore della coda, e che erano separate l'una dall'altra tramite due file di figure periferiche. Il resto della superficie del tubo caudale era costituito da elementi ovali separati da una sola serie di piccole figure poligonali. 
La testa era protetta da un ampio scudo le cui placche erano ben suturate, numerose e dotate di un'ornamentazione poco visibile. Il profilo del cranio era fortemente convesso, a causa dello sviluppo del sinus frontale; le ossa nasali si inclinavano verso il basso. Le orbite erano limitate nella zona posteriore da un'apofisi dell'arcata zigomatica, che tuttavia non arrivava a unirsi alle ossa frontali. Il ramo montante della mandibola era molto largo e inclinato in avanti. I denti più anteriori erano semplici, mentre quelli posteriori erano trilobati. I rilievi di osteodontina non formavano alcuna ramificazione secondaria.

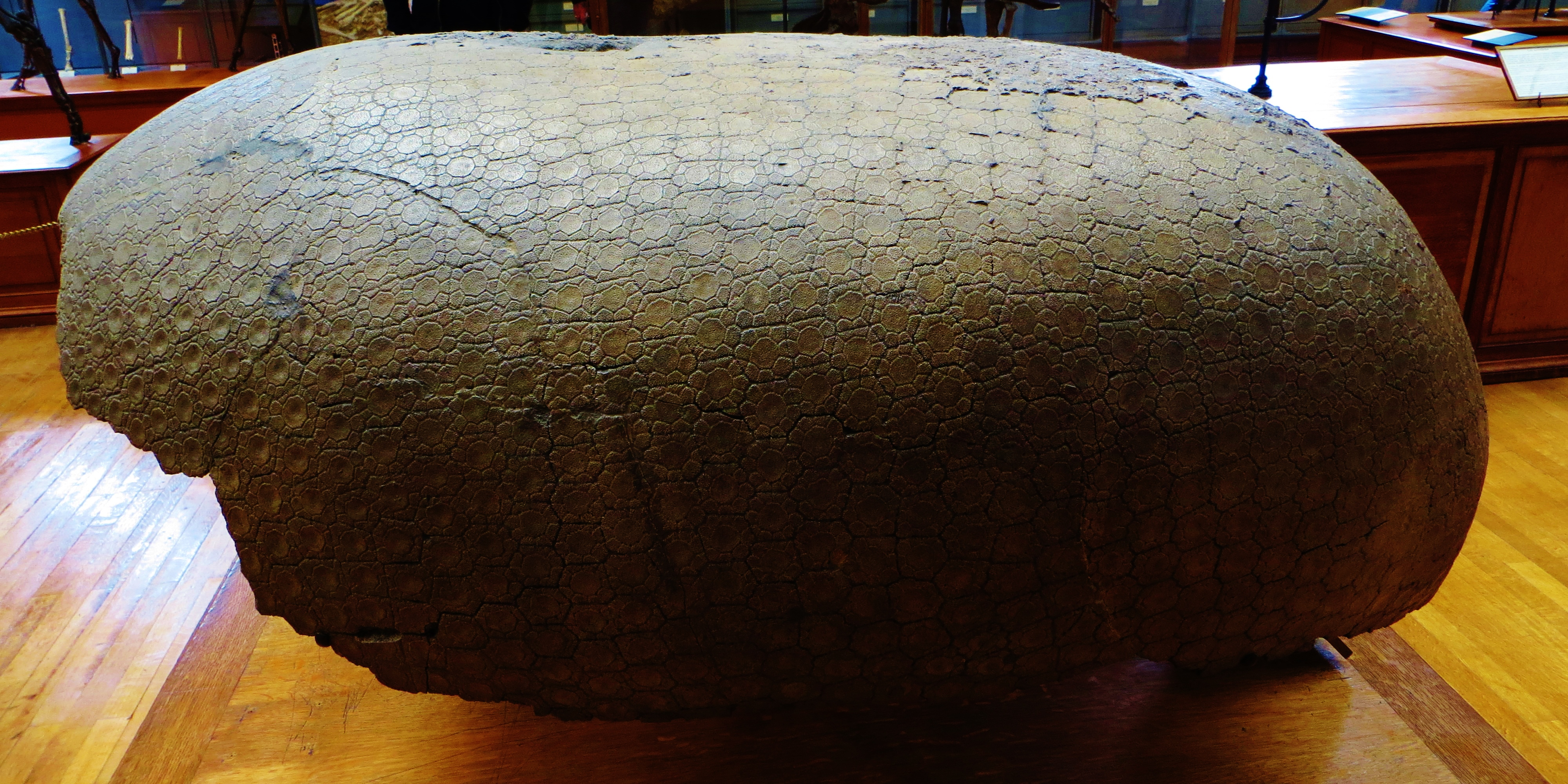
Carapace di Neosclerocalyptus ornatus

## Classificazione
I primi fossili di questo animale vennero ritrovati in terreni pleistocenici dell'Argentina, e vennero descritti da Richard Owen nel 1845 con il nome di Glyptodon ornatus. Fu poi Florentino Ameghino, nel 1891, a istituire il nome generico di Sclerocalyptus per la specie S. euphractus (descritta in precedenza da Lund come Hoplophorus euphractus) e per S. ornatus. Successivamente fu chiaro che queste due specie differivano considerevolmente fra loro e, a causa delle regole della nomenclatura zoologica, il nome Sclerocalyptus venne considerato sinonimo di Hoplophorus (descritto per primo), e fu necessario istituire un nuovo genere per la specie S. ornatus: Paula Couto, nel 1957, istituì quindi il genere Neosclerocalyptus. La confusione tassonomica riguardante i nomi di questa specie continuarono per tutto il Novecento e per la prima parte degli anni Duemila. In ogni caso, attualmente è comunemente accettata come specie tipo del genere Neosclerocalyptus la specie Neosclerocalyptus ornatus, del Pleistocene inferiore - medio. Altre specie attribuite a questo genere sono N. castellanosi (Pliocene superiore), N. pseudornatus (Pleistocene inferiore - medio), N. gouldi (Pleistocene medio - superiore) e N. paskoensis (Pleistocene superiore - Olocene inferiore). Le specie N. perfectus, N. verus, N. heusseri, N. cordubensis, N. migoyanus e N. evidens sono considerate sinonimi delle specie precedenti. 

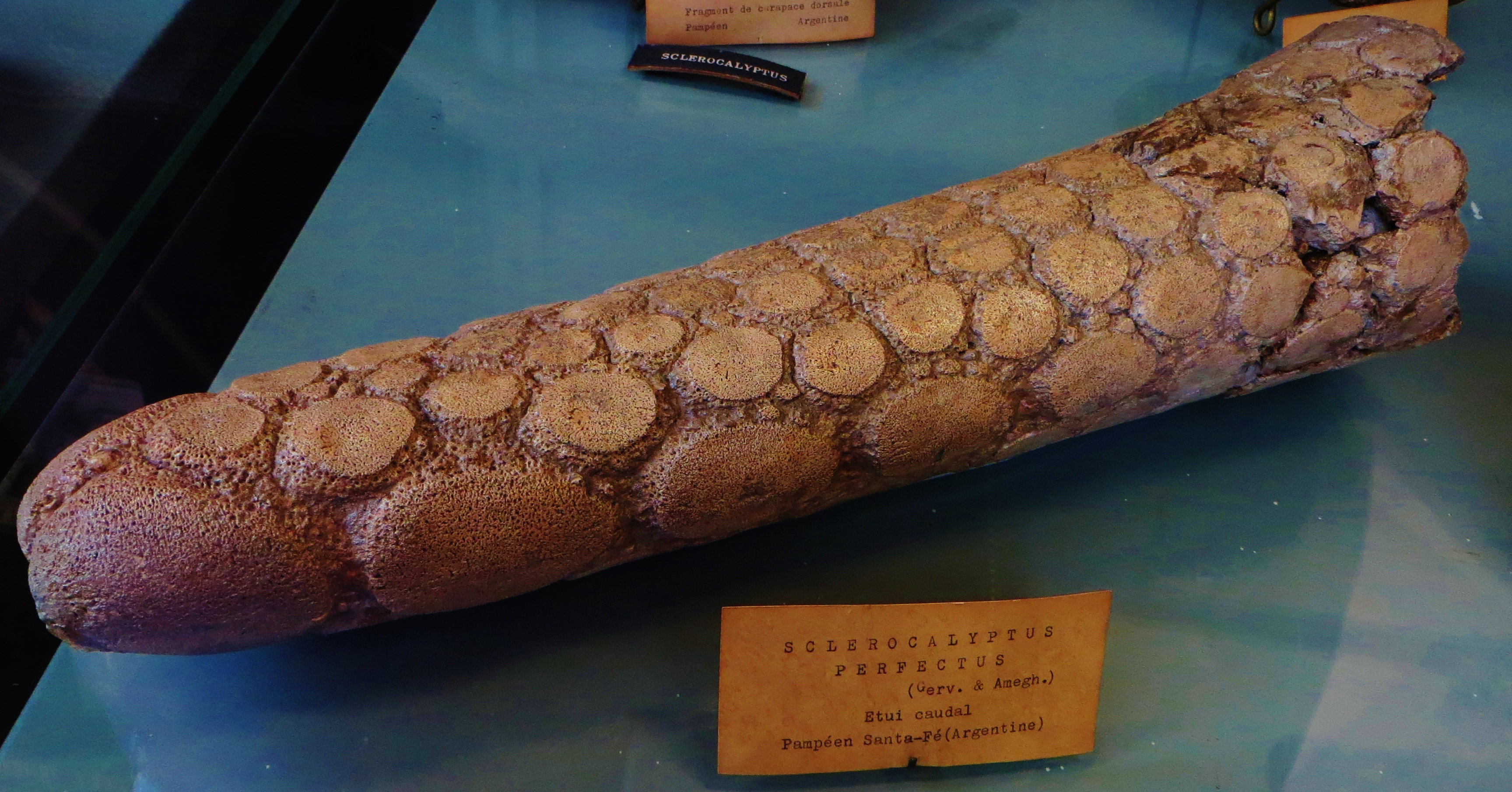
"Tubo" caudale di Neosclerocalyptus ornatus (= N. perfectus)

Neosclerocalyptus rappresenta uno dei generi meglio conosciuti tra i gliptodonti, a causa dei notevoli resti fossili appartenenti alla specie S. ornatus. Neosclerocalyptus (o meglio il suo sinonimo Sclerocalyptus) è il genere eponimo degli Sclerocalyptini, un gruppo di gliptodonti molto diversificato, che si estinse nel corso dell'Olocene.

## Paleobiologia
Sembra che alcune caratteristiche morfologiche di Neosclerocalyptus (come il forte sviluppo dei sinus fronto-nasali) abbiano permesso a questi animali di adattarsi ad ambienti aridi o semiaridi. I fossili di Neosclerocalyptus sono più abbondanti nelle zone dell'Argentina che erano più aride nel corso del Pleistocene, e sono più rari nelle zone in cui, nel Pleistocene, il clima era più umido e caldo (Zurita et al., 2005; Zurita et al., 2009; Zurita et al., 2011).